# Oncidium heteranthum
Oncidium heteranthum är en orkidéart som beskrevs av Eduard Friedrich Poeppig och Stephan Ladislaus Endlicher. Oncidium heteranthum ingår i släktet Oncidium och familjen orkidéer. Inga underarter finns listade i Catalogue of Life.